# Grammia figurata
Grammia figurata är en fjärilsart som beskrevs av Dru Drury 1773. Grammia figurata ingår i släktet Grammia och familjen björnspinnare. Inga underarter finns listade i Catalogue of Life.